# Иманлар
Иманлар (азерб. İmanlar) — село у Лачинському районі Азербайджану. Село розташоване за 52 км на північний захід від районного центру, міста Лачина та за 3 км на північ від Шальва, до якого підпорядковується.
З 1992 по 2020 рік було під Збройні сили Вірменії окупацією і називалось Хімнашен (вірм. Հիմնաշեն), входячи в Кашатазький район невизнаний Нагірно-Карабаська Республіка. 1 грудня 2020 в ході Другої карабаської війни села було звільнено Збройні сили Азербайджану. (вірмени трактують це як окупацію).